# Carmen Gana
María del Carmen Gana López (1800-15 de abril de 1880) fue una ama de casa chilena, cónyuge del presidente Manuel Blanco Encalada, sirviendo como primera dama del país durante su gobierno.

## Biografía
Hija de Agustín Domingo Gana y Darrigrande y María Dolores López y Guerrero Villaseñor.
Contrajo matrimonio con el marino Manuel Blanco Encalada el 29 de noviembre de 1818. Del matrimonio Blanco-Gana nacieron 6 hijos: Florencio, Félix, Carmen, Mercedes, Teresa y Adolfo. Se cuenta que su hija Teresa se casó en París, siendo apadrinados por el emperador Napoleón III y la emperatriz Eugenia de Montijo. Era tal la belleza de Carmen Gana López, que era llamada «lucero de primera magnitud» por la sociedad santiaguina de la época.
Su marido ejerció como presidente interino de Chile entre el 9 de julio y el 9 de septiembre de 1826, periodo en que fue primera dama de la nación. Fue una de las primeras promotoras de ayuda social en el país. Realizó las gestiones para el arribo de la Congregación del Buen Pastor, creando los primeros orfanatos en San Felipe.
Carmen Gana López falleció el 15 de abril de 1880. Su tumba se encuentra en el Cementerio General de Santiago.